# 15838 Auclair
15838 Auclair là một tiểu hành tinh vành đai chính. Nó được phát hiện vào ngày 27 tháng 3 năm 1995 bởi Kitt Peak (Robert Jedicke) tại Spacewatch và tên cũ của nó là.